# Jacques Cazotte
Jacques Cazotte (n. Dijon, Francia, 7 de octubre de 1719 ― † París, Francia, 25 de septiembre de 1792) fue un escritor francés, célebre por su novela El diablo enamorado (1772). Murió ajusticiado en la guillotina en la plaza del Carrusel de París.

## Biografía: primeros años
Jacques Cazotte nació en Dijon el 7 de octubre de 1719, en la Rue du Four (que en la actualidad lleva su nombre) de la capital de la región francesa de Borgoña; fue bautizado al día siguiente de su nacimiento en la Iglesia de St. Etienne de la misma ciudad. Bernard Cazotte y Marie Taupin, sus padres, pertenecían a la burguesía borgoñona y tuvieron catorce hijos, siete varones y siete hembras, de los que Jacques era el benjamín. En agosto de 1739, dos meses antes de cumplir veinte años, obtuvo su diploma de bachiller en Leyes por la Universidad de Dijon. Los estudios primarios y secundarios los había cursado con los jesuitas, como tantos franceses de aquel entonces, incluido Voltaire. En 1741 se trasladó a París, donde ingresó, por intermediación de «uno de sus hermanos, vicario mayor del señor de Choiseul, obispo de Châlons, en el servicio de la Pluma (que era el nombre que recibía el cuerpo de funcionarios civiles de la Marina), en donde alcanzaría, hacia 1747, el rango de comisario. Ya por entonces se dedicaba algo a la literatura, a la poesía ante todo. En el salón de Racourt, paisano suyo, coincidían literatos y artistas, y allí se dio a conocer, leyendo unas cuantas fábulas y algunas canciones, esbozos primeros de un talento que había, más adelante, de rendir tributo en mayor grado a la prosa que a la poesía.
En 1747 recibió la orden de embarcar rumbo a la isla caribeña de Martinica, donde fijaría su residencia hasta 1752. Desde aquel momento, parte de su vida hubo de transcurrir en la isla, adonde lo condujo un puesto de inspector de las Islas de Sotavento. Pudo, merced a un permiso, regresar por una temporada a París. Un año después de su regreso a Francia, en 1753, vemos a Cazotte defendiendo con ardor la música francesa dentro de la llamada «guerra de la Ópera», una querella surgida en torno a la supremacía de la música francesa sobre la italiana, o viceversa. En 1754 regresó a Martinica, donde permanecería hasta 1759, teniendo ocasión, incluso, de demostrar sus dotes estratégicas y militares, pues poco antes de volver definitivamente a Francia participó muy activamente en la defensa de la isla ante una invasión de tropas inglesas. Durante el ataque, Cazotte dio muestras de gran actividad e incluso de conocimientos estratégicos en lo referido a la forma de armar el fuerte Saint-Pierre. Pese a la incursión de los ingleses, pudo rechazarse el ataque. En el Caribe vivió esos años sin fama, pero con la consideración y el afecto de todos. Empero, la muerte del hermano de Cazotte lo hizo volver por segunda vez a Francia como heredero de todos sus bienes y no tardó en pedir el retiro, que le fue concedido con todos los honores, así como con la categoría de comisario general de la Marina.
Le acompañaba Élisabeth, su futura esposa, y residió, al principio, en casa de su hermano, en Pierry, cerca de Épernay. Como no tenían intención de regresar a la Martinica, Cazotte confió la venta de todos sus bienes al padre Lavalette, superior de la casa de los jesuitas, hombre culto con quien había mantenido durante su estancia en las colonias gratas relaciones. Este pagó en letras de cambio de la Compañía de Jesús en París.
El importe ascendía a cincuenta mil escudos; presentado que hubo Cazotte las letras, la Compañía consintió el protesto de estas. Los superiores aseguraron que el padre Lavalette había caído en especulaciones peligrosas y que no podían respaldarlas. A Cazotte, que había comprometido en esa operación la mayoría de sus bienes, no le quedó más remedio que pleitear con sus exprofesores. Y ese pleito, que hizo padecer mucho a aquel corazón piadoso y monárquico, fue el inicio de todos los que cayeron más adelante sobre la Compañía y la llevaron a la ruina.
Cazotte se consoló de ese fraude casándose, en 1762, con Élisabeth Roignan, hija del principal juez de la Martinica, a quien había conocido en el trópico. Él tenía cuarenta y tres años, y ella doce menos: treinta y uno. Los recién casados se instalaron en Pierry (Champagne), en las vastas posesiones que el hermano de Jacques, el canónigo Chrétien-Nicolas Cazotte, le había dejado en herencia, a su muerte, en 1760. Tuvieron dos hijos varones, Jacques-Scévole (1764) y Simon-Henri (1765), y una niña, Élisabeth (1767), que tan heroicamente se comportaría años después, cuando la Asamblea Nacional dictase orden de arresto contra ella y su padre.
El escritor y bibliotecario Charles Nodier, que lo conoció en su juventud, describe a Cazotte como poseedor de un «inapreciable talento para contar mejor que cualquier otro hombre en el mundo cuentos a la vez raros e ingenuos, que pertenecían a la realidad más trivial por la exactitud de las circunstancias y al mundo de las hadas por la magia. La naturaleza le había otorgado un don especial para ver las cosas bajo su apariencia fantástica (…).»

## Carrera literaria
Cazotte comenzó a dedicarse a la literatura en el momento en que se trasladó a París. Allí publicó, en 1741, La patte du chat (La pata de gato), un cuento de hadas en la estela narrativa de la célebre traducción de Las mil y una noches llevada a cabo por Antoine Galland en 1704. Prolongando dicha tendencia orientalizante, Cazotte dio a las prensas en 1742 un volumen de cuentos fantásticos orientales, titulado Les mille et une fadaises: Contes à dormir debout (Los mil y un disparates: cuentos para dormir de pie), que se reimprimiría en 1753 con el título, ampliado, de Canapé troisième ou Les mille et une fadaises. Tras su primer regreso a Francia procedente de la Martinica (1752), publicó algún poema más. Sus primeras composiciones alcanzarían tal popularidad, tanto en la corte como entre el pueblo, que le estimularon a intentar algo más ambicioso. De esas fechas son dos canciones que no tardaron en gozar de celebridad y parecen responder a esa afición que imperaba por entonces de reverdecer la antigua romanza o balada francesa, imitando en ello a Bernard de La Monnoye. Fue uno de los primeros intentos de ese tono romántico o novelesco del que la literatura francesa iba a usar y abusar más adelante; y resulta notable ver cómo se trasluce ya, por más que con varias incorrecciones, el aventurero talento de Cazotte. En general, en sus canciones se revela un ingenio muy particular. Con todo, Cazotte no era aún sino el modesto autor de unas cuantas fábulas y canciones. Al regreso de la Martinica, dio al tema de Olivier el tratamiento de un poema en prosa, entremezclando los hechos de caballería con situaciones cómicas y con aventuras mágicas, a la manera italiana. No es obra de gran valor literario, pero su lectura resulta amena y el estilo es harto elegante. Se trata de un "poema" en doce cantos y en prosa combinada con verso, titulado Olivier (2 volúmenes, 1762), seguido en 1771 por otro romance, el Lord impromptu, relato breve inglés que pertenece al género íntimo y brinda detalles rebosantes de interés. El éxito del poema de Olivier lo animaba a seguir escribiendo. En 1763 aparecería La aventura del peregrino, un breve apólogo en el que el autor denuncia la hipocresía de la corte.[cita requerida]

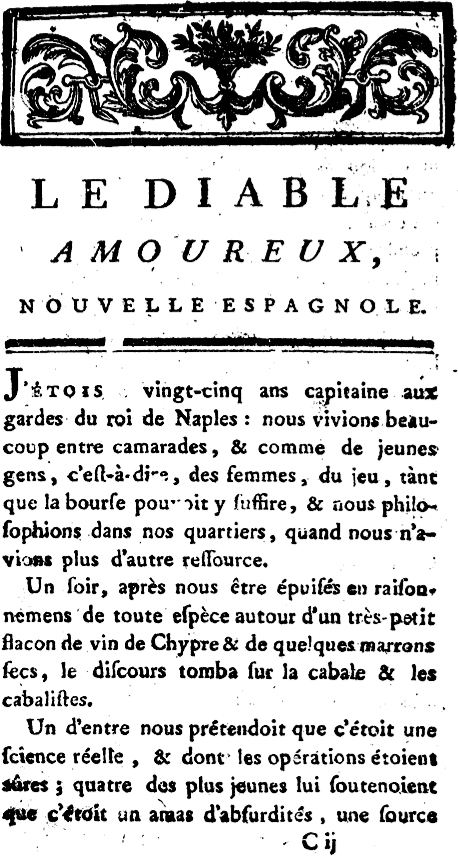
Primera página de El diablo enamorado (edición de 1788).

Pero la más popular de sus obras es la deliciosa nouvelle Le Diable amoureux (El diablo enamorado, 1772), considerada como la obra precursora o incluso inaugural del género de literatura fantástica.[cita requerida] La portada de ese libro reza así: Le Diable / amoureux. / Nouvelle espagnole. / À Naples, / 1772. En realidad se imprimió en París, en la oficina de A. Lejay, pero quedaba más exótico lo de Nápoles. No aparece mención alguna del nombre de Cazotte en la editio princeps, aunque es de suponer que su autoría fuese un secreto a voces en el París de la época. Incluye seis planchas grabadas por Moreau según dibujos de Clément-Pierre Marillier. Se trata de un relato fantástico en el que el héroe invoca al Diablo. El valor de la historia radica en su pintoresca ambientación y en la destreza con la que están ejecutados sus detalles. En efecto, esta obra destaca de entre las de Cazotte por el encanto y la perfección de los detalles; pero las supera a todas por la originalidad del concepto. En Francia, y sobre todo en el extranjero, este libro creó escuela y ha sido fuente de inspiración para muchas creaciones análogas.
Muchos no han visto en El diablo enamorado sino un cuento de hadas, parecido a otros tantos de la misma época y digno de figurar en Le cabinet des fées (El cuarto de las hadas), de Madame d'Aulnoy. En el mejor de los casos, lo englobarían dentro de la misma categoría que los cuentos alegóricos de Voltaire. Sería como comparar la obra mística de Apuleyo con las bromas mitológicas de Luciano. El asno de oro sirvió durante mucho tiempo de trama a las teorías simbólicas de los filósofos alejandrinos; los propios cristianos respetaban este libro; y san Agustín lo cita con deferencia como expresión poetizada de un símbolo religioso; El diablo enamorado se merece elogios similares y supone un progreso singular en el talento y el estilo de su autor.
El papel un tanto perverso que, en definitiva, hace interpretar el autor a la deliciosa Biondetta bastaría para indicarnos que por entonces no era aún un iniciado en los misterios de la Cábala o de los Iluminados, quienes siempre han diferenciado escrupulosamente a los espíritus elementales, los silfos, los gnomos, las ondinas y las salamandras, de los infernales servidores de Belcebú.
Hete aquí, pues, que este hombre que fue, al principio, un poeta risueño de la escuela de Marot y de La Fontaine, y luego un candoroso autor de cuentos, prendado ora del colorido de los antiguos fabliaux franceses, ora del deslumbrante espejeo de las fábulas orientales que puso de moda el éxito de Las mil y una noches, seguidor, en última instancia, de los gustos de su siglo más que de su propia fantasía, este hombre cae en el más tremendo peligro de la vida literaria: el de tomarse en serio sus propias invenciones. Y en eso consistió, a decir verdad, la desventura y la gloria de los grandes escritores de aquella época.
La edición definitiva de Le Diable amoureux vería la luz en 1776, formando parte de unas Œuvres badines et morales de M*** (Obras lúdicas y morales de M***) en dos tomos (eso se lee en la portada del tomo I, aunque el autor firma ya como Cazotte al final de la larga dedicatoria a Madame Bertin; en el II, se sustituye «M***» por «Mr. C***», inicial de Cazotte). Es esa edición de 1776, que introduce numerosas modificaciones respecto de la princeps, la que sirve de base a todas las posteriores.
Por una larga temporada, las creencias de Cazotte resultaron amenas y tolerantes; en el transcurso de esos años escribió más cuentos árabes que se confundieron durante mucho tiempo con Las mil y una noches, cuya continuación eran, y no proporcionaron al autor toda la fama que deberían haberle aportado.
Son los principales La dama desconocida, El jinete, El ingrato castigado, El poder del destino, Simustafá, El califa ladrón, que proporcionó la trama para El califa de Bagdad, El amante de las estrellas y El hechicero o Maugraby, obra repleta de deliciosas descripciones e interesantísima.
Predominan en sus creaciones el encanto y el sutil ingenio de los detalles; en cuanto a la riqueza inventiva, no tiene nada que envidiar a los propios cuentos orientales, lo que se explica en parte por el hecho de que varias de las tramas originales se las debía el autor a un monje árabe, el reverendo Chavis.
En el cuento El jinete, que es en realidad un poema, lleva a cabo Cazotte una mezcla de invención novelesca y diferenciación entre los buenos y los malos espíritus sabiamente tomada de los cabalistas de Oriente. Los genios luminosos, siervos de Salomón, combaten arduamente con los del séquito de Eblis; los talismanes, los conjuros, los anillos con los poderes de las constelaciones, los espejos mágicos, todo ese maravilloso enredo de los fatalistas árabes se trenza y se destrenza en esta obra. Vemos en el protagonista algunos rasgos del Iniciado egipcio de la novela Sethos, que gozaba a la sazón de gran popularidad. El episodio en el que cruza, entre peligros mil, la montaña de Caf, palacio eterno de Salomón, rey de los genios, es la versión asiática de las pruebas de Isis; de esta forma, la preocupación por las mismas ideas aparece una y otra vez bajo las más diversas formas.
Cazotte gozó de cierta fama como fabulista; y, al dedicar su volumen de fábulas a la Academia de Dijon, no olvidó traer a colación a uno de sus antepasados que, en tiempos de Marot y Ronsard, puso su grano de arena en los avances de la poesía francesa. Cuando Voltaire estaba publicando su poema La guerra de Ginebra, Cazotte tuvo la humorada de añadir a los primeros cantos del poema inconcluso un séptimo canto escrito con similar estilo y que pasó por ser fruto de la pluma del propio Voltaire.
Hizo además Cazotte una superficial incursión en el ámbito de la lírica. La ópera cómica le debía a Cazotte la trama de El califa de Bagdad; también El diablo enamorado se representó como opereta con el título de El infante de Zamora. A ello se debió sin duda que uno de sus cuñados, que vino a pasar unos días en su finca de Pierry, le reprochase que no se dedicara al teatro y le presentase las óperas bufas como obras harto difíciles. Este pariente propuso a Cazotte el reto de escribir, en una sola noche, una obra de ese género. Un personaje singular se ofreció a componer la música según iba escribiendo Cazotte el libreto. Se trataba de Rameau, sobrino del gran músico.
La ópera quedó concluida en una noche, se envió a París y no tardó en representarse en el teatro de la Comédie-Italienne, tras algunos retoques de Marsollier y Duni, que se avinieron a firmarla. Cazotte no obtuvo más derechos de autor que un pase gratuito; y el sobrino de Rameau, ese genio incomprendido, siguió tan desconocido como antes. Con posterioridad, Cazotte publicó Voltairiade (1783), una vehemente crítica de la filosofía ilustrada.
La única edición completa de la obra de Cazotte está en Œuvres badines et morales, historiques et philosophiques de Jacques Cazotte (4 volúmenes, 1816-1817), aunque más de una recopilación apareció en vida del autor. En 1845, el editor Léon Ganivet publicaría en París una excelente edición de Le Diable amoureux, / roman fantastique / par J. Cazotte, / précédé / de sa vie, de son procès, et des ses prophéties et révélations / par Gérard de Nerval. / Illustré de 200 dessins / par Édouard de Beaumont. / París, / León Ganivet, Éditeur, / 12, rue des Cordiers-Sorbonne, / 1845. a la que el gran Gérard de Nerval había enriquecido con un ensayo de 84 páginas de extensión. Una edición de lujo de Le Diable amoureux fue editada (1878) por A. J. Pons, y una selección de Cuentos de Cazotte, editada (1880) por Octave Uzanne, está incluida en una serie de Petits Conteurs du XVIIIe siècle (Pequeños narradores del siglo XVIII). La mejor semblanza de Cazotte se encuentra en Les Illuminés (Los iluminados) (1852) de Gérard de Nerval.

## Militancia en el Iluminismo
No se puede afirmar con certeza que Cazotte hubiese tenido relación con el movimiento iluminista antes de escribir El diablo enamorado, incluso teniendo en cuenta que cierto pensamiento místico cercano al iluminismo parece haberle acompañado siempre. Algunas de sus obras más destacadas, incluyendo por ejemplo la continuación de Las mil y una noches (1788), dan testimonio de esta experiencia por sus enfoques místicos y esotéricos y su temática gótica. En este sentido, cabe subrayar que Cazotte pertenecía a la Escuela de Lyon y que mantuvo siempre una visión crítica de su siglo, particularmente en relación con el espíritu de los ilustrados y los filósofos. Sobre estos últimos tuvo unas duras palabras recogidas en un extracto de su correspondencia:

"N'appelez pas vos adversaires démagogues; appelez-les philosophes, c'est la plus grande injure qu'on puisse dire à un homme […]." ("No llames demagogogos a tus adversarios; llámales filósofos, es el mayor insulto que puede decírsele a un hombre […].")

Sin embargo, los biógrafos coinciden en señalar la súbita revolución que aconteció a partir de la publicación de El diablo enamorado en las ideas de Cazotte, adepto sin saberlo de una doctrina de la que ignoraba incluso que contase con representantes. Admitió que en El diablo enamorado se había mostrado severo con los cabalistas, acerca de los cuales no tenía ideas sino muy vagas, y que sus prácticas no eran posiblemente tan condenables como lo había supuesto. Se acusó incluso de haber calumniado un sí es no es a esos inocentes espíritus que pueblan la región media del aire y bullen en ella, al atribuirles la vidriosa personalidad de un duende hembra que responde al nombre de Belcebú.
Cazotte, como se irá viendo, aplicó más adelante esas ideas no ya a sus libros, sino a su vida, y demostró lo convencido que de ellas estaba hasta sus postreros momentos.
En aquella época, lo cansaba la vaguedad que le aquejaba el pensamiento, fruto de unos estudios llevados a cabo sin método alguno, y necesitaba vincularse a una doctrina completa. En torno a 1775, Cazotte se adhirió a los postulados de los Illuminati, declarándose poseedor del don de la profecía. En este hecho basaría La Harpe su famoso jeu d'esprit, en el que representa a Cazotte profetizando los hechos más insignificantes de la Revolución. Hacia 1777 o 1778 Cazotte se adhirió más o menos formalmente a la Orden de los Caballeros Masones Élus Coëns del Universo, una sociedad secreta esotérica que había sido fundada en 1754 por el teúrgo y teósofo Joaquim Martinès de Pasqually (de ahí que también se la conociera como la Orden de los Martinistas) y que dirigía este mismo junto con su discípulo y filósofo iluminista Louis-Claude de Saint-Martin, apodado el Filósofo Desconocido; en este grupo, Cazotte se distinguió por una piedad exaltada que le llevó a tomar partido en contra de los principios ideológicos de la Revolución francesa, movimiento que veía como una encarnación a gran escala del mismísimo Satanás. La orden de los martinistas se limitaba a reimplantar los ritos cabalísticos del siglo XI, último eco del sistema de los gnósticos, en el que un toque de la metafísica judía se mezcla con las oscuras teorías de los filósofos alejandrinos. Inicialmente, el martinismo era perfectamente compatible con la ortodoxia católica, pero fue derivando a posiciones ideológicas más simpatizantes con los principios revolucionarios, lo que hizo que Cazotte fuese alejándose progresivamente de él. Pues si es cierto que Cazotte sintió siempre dentro de sí un vivo interés por el ocultismo y sus alrededores conceptuales, no es menos cierto que habitaba en él un espíritu abiertamente conservador y opuesto a todo cambio social brusco, de manera que no estaba dispuesto a comulgar con sectas que mirasen con simpatía el delirante curso de acontecimientos que condujo al Terror.
Si bien es cierto que en la mayoría de sus libros hay huellas de sus preocupaciones relacionadas con la ciencia de los cabalistas, hay que decir que por lo general no hay, en cambio, propósito dogmático alguno en ellos; no parece que Cazotte participase en los trabajos colectivos de los iluminados martinistas, sino que se limitó a trazarse, basándose en sus ideas, una norma de conducta concreta y personal.
De comienzos de 1788 data la célebre profecía apócrifa de Cazotte, referida en 1806 por La Harpe. Según este, en el curso de una reunión con una larga serie de notables de la Academia, surgió el tema del inminente alzamiento contra el Antiguo Régimen. La conclusión a la que llegaron los contertulios fue que la revolución no tardaría en cumplirse. Y, así, pasaron a calcular la probable fecha del acontecimiento y quiénes de los presentes verían el reino de la razón. Solo uno de los comensales no había participado en tan jubilosa conversación: era Cazotte, a quien La Harpe describe como "hombre afable y singular, pero imbuido, por desgracia, de las ensoñaciones de los iluminados." Al tomar la palabra, Cazotte aseguró insistentemente a los presentes, sosteniéndose en su pretendida condición de profeta, que todos verían "esa revolución grande y sublime que tanto ansían." Y acto seguido profetizó a sus colegas, uno por uno, la suerte que habrían de correr una vez iniciada tal revolución: Condorcet moriría, "en nombre de la filosofía, de la humanidad, de la libertad, bajo el reinado de la razón", "tendido en el suelo de un calabozo, de un veneno que se tomará para salvarse del verdugo"; Champfort se daría "veintidós tajos con la navaja de afeitar para cortarse las venas, de los que, sin embargo, no morirá hasta varios meses después"; Vicq-d'Azir, por su parte, no se abriría "las venas personalmente, pero después de haber mandado que se las abran seis veces en un día, tras un ataque de gota, para tener total seguridad de conseguir sus propósitos, morirá durante la noche"; De Nicolaï, Bailly y Roucher morirían en el patíbulo. Cazotte precisó, además, que sus futuros verdugos serían todos filósofos, y sentenció con solemnidad que "antes de que pasen seis años todo cuanto les estoy diciendo se habrá cumplido." Las damas presentes en la reunión tampoco se libraron de los funestos augurios de Cazotte: así, a una tal duquesa la llevarían al patíbulo, "y también a otras muchas damas, en la carreta del verdugo y con las manos atadas a la espalda." Cazotte fue más allá, asegurando que incluso "damas de mayor prosapia" que una princesa tendrían el mismo trato e idéntico final. Cazotte habría culminado su intervención augurando su propia ejecución y, ante el estupor general de los presentes, la del mismísimo rey Luis XVI, quien habría de ser "el último ajusticiado a quien se le hará la gracia" de hacer confesión previa al cumplimiento de la sentencia de muerte. En definitiva, cabe decir que semejante profecía no salió nunca de los labios de Cazotte, pero hay que reconocer que invenciones como esa son siempre útiles para cultivar la memoria de un personaje. Cazotte tenía fama de visionario, y eso viene siempre muy bien para que hablen de uno, aunque sea inventando truculencias biográficas inexistentes.

## Últimos años
Se acercaba la toma de la Bastilla, y Cazotte, al contrario que el profeta imaginado por La Harpe, veía con simpatía la incorporación de la burguesía al juego del poder y se manifestaba partidario de llevar a cabo reformas. Pero llegó julio de 1789, y los sucesos fueron encadenándose al poste del horror hasta alcanzar un clima de paroxismo. La sociedad martinista fue adquiriendo a partir de ese momento una tendencia política que hizo que se distanciaran de ella varios de sus miembros. Entra dentro de lo posible que se haya exagerado la influencia de los iluminados tanto en Alemania como en Francia, pero no puede negarse que influyeron mucho en la Revolución francesa y en el rumbo que tomó. Las simpatías monárquicas de Cazotte lo apartaron de dicho rumbo y le impidieron prestar el apoyo de su talento a una doctrina que estaba evolucionando de una forma diferente de la que él había previsto.
El escritor pasó los últimos años de su vida asqueado de la actividad literaria y presintiendo tempestades políticas que no se sentía capaz de conjurar. Los últimos años de Cazotte en su finca de Pierry, en Champagne, contaron aún, no obstante, con algunos episodios de vida familiar dichosa y sosegada. Retirado del mundo literario, que ya no frecuentaba sino durante algunas escapadas a París, prófugo del torbellino, más animado que nunca, de las sectas filosóficas y místicas de toda laya, padre de una hija encantadora y de dos hijos entusiastas y cabales, lo mismo que él, el buen Cazotte parecía haberse rodeado de todas las condiciones para un porvenir tranquilo. El mayor de sus hijos, Jacques-Scévole, marchó al servicio de la guardia del rey; ya se avecinaban los tiempos difíciles y su padre no ignoraba que lo exponía a un peligro.
En los meses finales de 1790, Cazotte se mostraba ya decididamente hostil a la Revolución, como atestigua la correspondencia con su amigo Pouteau, secretario de la Lista Civil. En dicha correspondencia, reclama frecuentemente al rey Luis XVI ―quien, según él, se remite siempre en exceso a la Providencia― que dé muestras de valor. Sus recomendaciones al respecto son propias muchas veces más de un sectario protestante que de un católico propiamente dicho. Por lo general, pocas ilusiones se hace Cazotte en cuanto al triunfo de su causa; sus cartas rebosan de consejos que quizá habría sido oportuno seguir, pero, al presenciar tanta debilidad, acaba por ser presa del desánimo y llega a dudar de sí mismo y de su ciencia. No sería concebible que estas cartas, halladas en el palacio de las Tullerías en el cruento día del 10 de agosto, hubieran bastado para que se condenase a un anciano si algunas partes de esa correspondencia no hubiesen dado pie para sospechar conspiraciones más materiales. Fouquier-Tinville, en su acusación, recalcó algunas frases de las cartas como reveladoras de una colaboración con lo que se conoció con el nombre de «complot de los caballeros del puñal», que se desbarató el 10 y el 12 de agosto; otra carta aún más explícita indicaba medios para la evasión del rey, preso desde el regreso de Varennes, y especificaba el itinerario de la huida; Cazotte ofrecía su propia casa como asilo transitorio. La carta que Cazotte escribió a su suegro, el señor de Roignan, secretario del consejo de la Martinica, para instarlo a organizar la resistencia contra seis mil republicanos que habían enviado para que se hiciesen con la colonia, es algo así como una remembranza del fogoso entusiasmo con que se entregó en su juventud a la defensa de la isla contra los ingleses: indica las medidas que hay que adoptar, los puntos que hay que fortificar, los recursos que le sugería su antañona experiencia marítima. Serían esas cartas las que, una vez interceptadas por las autoridades revolucionarias, causarían su perdición.
Nada en todos los escritos que se han conservado de aquella época de la vida de Cazotte indica merma alguna de sus facultades intelectuales. Sus revelaciones, siempre impregnadas de sus opiniones monárquicas, tienden a presentar cuanto acontecía a la sazón relacionándolo con las imprecisas predicciones del Apocalipsis. Es lo que la escuela de Swedenborg llama la ciencia de las correspondencias.
El 10 de agosto puso fin a las ilusiones de los partidarios de la monarquía. El pueblo entró en las Tullerías, tras haber asesinado a la guardia suiza y a bastantes varones de buena cuna fieles al rey; uno de los hijos de Cazotte combatía entre ellos, el otro servía en el ejército de la emigración. Se buscaban por doquier pruebas de la conspiración monárquica conocida como «de los caballeros del puñal»; quienes se incautaron de los papeles de Laporte, intendente de la Lista Civil, encontraron toda la correspondencia de Cazotte con su amigo Pouteau.
Por su actitud beligerante contra el nuevo orden establecido, el comité de vigilancia de la Asamblea Nacional cursó una orden para que se detuviera a Cazotte y a su hija Élisabeth en Pierry; llevaron a ambos a París en el carruaje de Cazotte y los encarcelaron en L'Abbaye en los últimos días del mes de agosto. La señora Cazotte imploró en vano el favor de acompañar a su marido y a su hija. El sanguinario Fouquier-Tinville los interroga a ambos, dejando libre a Élisabeth, que no consentirá dejar solo a su padre hasta que la hoja de la guillotina caiga sobre su cuello. Los desventurados encerrados en aquella prisión disfrutaban aún de cierta libertad dentro del recinto. Se les permitía reunirse a determinadas horas y, con frecuencia, la antigua capilla en donde se agrupaban los presos parecía un brillante sarao.

## Juicios y condenas

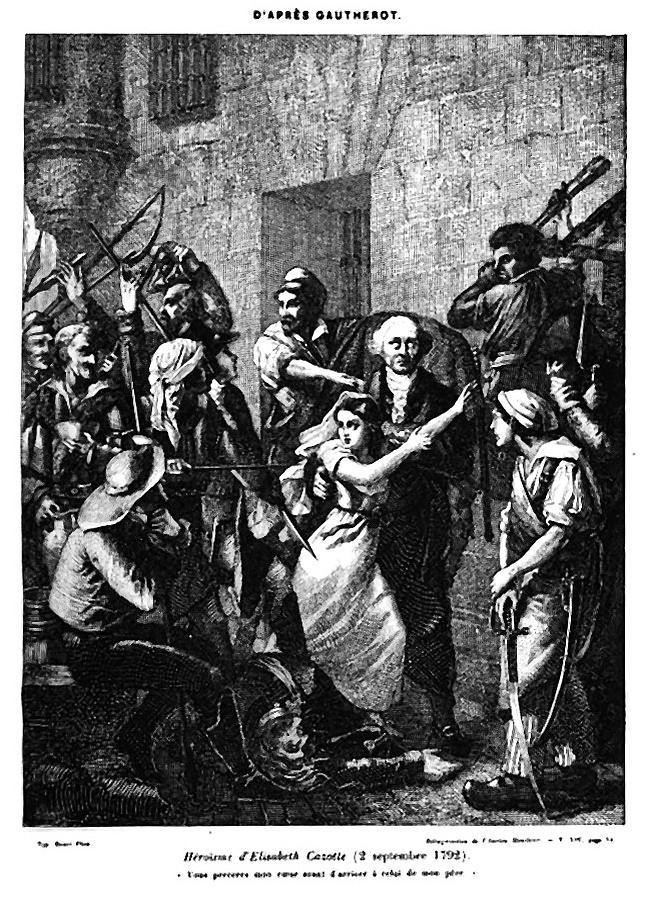
Cazotte es defendido por su hija de los revolucionarios (grabado de 1846).

Cazotte habría muerto en el transcurso de los funestos acontecimientos de las Masacres de septiembre (2-7 de septiembre de 1792) de no haber mediado la providencial intervención de su hija ante los sicarios de la Comuna insurreccional. El 2 de septiembre, en L'Abbaye, los prisioneros estaban reunidos en la capilla, entregados a sus conversaciones habituales, cuando retumbó inesperadamente el grito de los porteros: "¡Que suban las mujeres!" Y, tras quedarse los hombres solos, dos sacerdotes, que también eran presos, aparecieron en una de las tribunas de la capilla y les anunciaron a todos la suerte que les esperaba. A partir de ese momento, los fueron llamando cada cuarto de hora, pues era el tiempo que más o menos necesitaba para celebrar el juicio el improvisado tribunal que se había constituido a la entrada de la cárcel. A eso de las doce de la noche, vocearon el nombre de Cazotte. El anciano se presentó muy firme ante el cruento tribunal, que actuaba en una sala pequeña, anterior al portillo; lo presidía el terrible Maillard. Este hojeó el registro de la cárcel y llamó en voz alta a Cazotte. Al oír ese nombre, la hija del preso, que ya subía con las demás mujeres, bajó la escalera corriendo y cruzó por entre la muchedumbre en el preciso instante en que Maillard pronunciaba la terrible frase: "¡Lo llevan a La Force!", que era como decir: que lo maten. Al abrirse la puerta de salida, ya en el claustro, la arrojada Élisabeth se interpuso entre los dos asesinos que ya habían agarrado a su padre y se llamaban, a lo que dicen, Michel y Sauvage, y les pidió a ellos y también al pueblo, gracia para el preso. Se alzaron por doquier gritos pidiendo el perdón. Maillard titubeaba aún. Las tropas marsellesas abrieron camino, y la muchedumbre aplaudía y dejaba paso al padre y la hija; los acompañaron hasta su casa.
Al día siguiente de que el pueblo lo condujera a su casa en triunfo, varios de sus amigos acudieron a darle la enhorabuena. Un abogado, de nombre Julien, ofreció a Cazotte refugio en su casa y medios para escapar de quienes lo buscasen; pero el anciano estaba resuelto a no ir en contra del destino. El 11 de septiembre vio entrar en su casa a un gendarme que llevaba una orden con la firma de Pétiou, Paris y Sergent; lo condujeron al ayuntamiento y, de ahí, a La Conciergerie, en donde sus amigos no pudieron ir a visitarlo. Élisabeth consiguió, a fuerza de ruegos, que le permitieran atender a su padre y vivió con él en la cárcel hasta su día postrero. Pero los esfuerzos que hizo para conmover a los jueces no tuvieron el mismo éxito que habían tenido con el pueblo y, tras el alegato de Fouquier-Tinville y veintisiete horas de interrogatorio, condenaron a muerte a Cazotte. Cuando se consiguió frenar los juicios sumarísimos y las ejecuciones en masa mediante la creación de un nuevo órgano legislativo ―la Convención Nacional (20 de septiembre de 1792)―, ya era demasiado tarde para él.
Antes de dictar sentencia, lo aislaron, junto con su hija, pues temían los últimos intentos de ésta y la influencia que pudieran tener en el auditorio; la defensa del ciudadano Julien insistió en vano en el aspecto sagrado de una víctima indultada por la justicia del pueblo; el tribunal parecía obedecer a un convencimiento inquebrantable. El acontecimiento más extraño de este proceso fue el discurso del presidente del tribunal, Lavan, que había pertenecido, igual que Cazotte, a la sociedad de los Iluminados, discurso que concluyó con un par de frases lapidarias: "Fuiste hombre, cristiano, filósofo, iniciado; debes, pues, morir como hombre y como cristiano. Es todo cuanto tu país puede aún esperar de ti". Cazotte dijo luego a quienes tenía alrededor que sabía que merecía la muerte, que la ley era severa, pero que le parecía justa. Cuando le cortaron el pelo, pidió que se lo cortasen lo más posible y encargó a su confesor que se lo entregase a su hija, que aún permanecía aislada en una de las celdas de la cárcel. Antes de encaminarse al suplicio, escribió unas palabras a su mujer y a sus hijos; luego, tras subir al patíbulo, y justo antes de ofrecer su cabeza al verdugo, pronunció, con voz firme y segura, ante la multitud estas valientes y conmovedoras palabras: "Muero como he vivido, fiel a Dios y a mi rey". Murió ajusticiado en el cadalso de la parisina plaza del Carrusel el 25 de septiembre a las 7 de la tarde.

## Obras
- Œuvres badines et morales, historiques et philosophiques de Cazotte (1789-90)
- La Patte du Chat (1741)
- Les Mille et une Fadaises (1742)
- La Guerre de l'Opéra. Lettre écrite a une dame en province (1753)
- Observations sur la lettre de Jean-Jacques Rousseau. Au sujet de la musique françoise (1753)
- Memoire sur les demandes formées contre le général et la Societé des Jesuites, au sujet des engagemens qu'elle a contractés (1761)
- Olivier (1762, 2 volúmenes)
- Le Bijou trop peu payé et La brunette anglaise (1764), novellas en verso
- Lord impromptu (1767)
- Le Diable amoureux (1772)
- Prophetie de Cazotte (1788, atribuido)
- L'Honneur perdu et recouvré
- Rachel ou la belle juive
- Aventure du pèlerin
- Les Sabots

## Ediciones en castellano
- El diablo enamorado. Barcelona: Ediciones del Cotal, 1976. ISBN 978-84-7310-000-7. Traducción de Josep Elías.
- El diablo enamorado. Barcelona: Bruguera, 1985. ISBN 978-84-02-10428-1. Traducción de Enrique Sordo.
- El diablo enamorado. Madrid: Siruela, 1985. ISBN 978-84-85876-29-7. Prólogo de Jorge Luis Borges y traducción de Luis Alberto de Cuenca.
- El diablo enamorado. Barcelona: Ediciones Península, 1998. ISBN 978-84-8307-100-7. Traducción de José Manuel Martos.
- El diablo enamorado. Madrid: Ediciones Internacionales Universitarias, 1998. ISBN 978-84-89893-39-9. Traducción de Enrique Sordo.
- El diablo enamorado. Madrid: Miraguano Ediciones, 2001. ISBN 978-84-7813-223-2. Traducción de Andrea Bastiel.
- El diablo enamorado: incluye "Jacques Cazotte" de Gérard de Nerval, de su libro «Los iluminados». Riells y Viabreda (Gerona): Abraxas, 2003. ISBN 978-84-95536-97-6. Traducción de Jorge A. Sánchez Rottner y Miguel Giménez Sales.
- El diablo enamorado. Madrid: Siruela, 2005. ISBN 978-84-7844-837-1. Prólogo de Luis Alberto de Cuenca y traducción de Luis Alberto de Cuenca y María Teresa Gallego Urrutia.